# 教会法
教会法（きょうかいほう、ラテン語: ius ecclesiasticum、英: Ecclesiastical law、独: Kirchenrecht）は、広義においては、国家のような世俗的権力が定めた教会に関する法と教会が定めた法を包括した概念であるが、狭義においては、キリスト教会が定めた法のことをいい、世俗法（ius civile）と対比される概念である。最狭義においては、カトリック教会が定めた法のことをいい、カノン法（羅: ius canonicum、英: Canon law、独: Kanonisches Recht）ともいう。以下では主に最狭義のカノン法について解説する。

## 概説
教会法は、広義においては、例えば政教分離原則のような国家が定めた教会に関する法を含む。
キリスト教会が定めた法を意味する「狭義の教会法」には、最狭義の教会法であるカトリックの教会法、つまり「カノン法」（ius canonicum）だけでなく正教会、プロテスタントやその他様々な教派の教会法が含まれる。狭義の教会法は、各教派の信仰生活の領域だけでなく、教会の統治構造ないし構成、教会行政の規範、聖職者・信者の権利および義務を定める一般法としての役割を持つが、教派によっては、教会法とは言いながらも、信徒や聖職者の単なる信仰生活の心得に過ぎない場合もある。
国家法を中心とした現在の法秩序の下において、教会法は、多くの国では教会という自治的な団体の内部規範に過ぎず、真の法と言えるかについては疑義もあるが、最狭義の「カノン法」は、西ヨーロッパの法の発展について模範とされたきた歴史から、なお学問的に重要とされ、ヨーロッパの大学の法学部では、当然のようにカノン法ないし教会法の講座がある。西欧の大学ではカノン法とローマ法の双方を修めた「両法博士」は西ヨーロッパ全土で通用する大変権威あるものであった。後に、教会法学者とローマ法学者は、対立して、多岐にわたる論点で論争を繰り返し、教会法学者を「カノニステン」(Kanonisten)と呼び、ローマ法学者を「レギステン」（Legisten、フランス語読みではレジスト）と呼ぶようになった。
キリスト教会のうちでもカトリック教会は、最も長い歴史を有していることから、あたかも国家による法に比するほどの法体系を有しており、単に教会法という場合、カノン法を指すことも多い。バチカン市国が主権国家として存在しているのも以上のような歴史に由来する。「カノン」の語源は古代ギリシア語の「棒」とか「物差し」であり、そこから「規準」、「規定」という意味合いを有していた。
カトリック教会は、カノン法の制定・執行を、一般世俗の権力から独立して、教会内部で行っており、その点でプロテスタントを含めた他の教派と異なる特徴があり、この点が政教分離の概念とも密接に結びついている。

## 歴史
1世紀から3世紀にかけては、初代教会の時代であるが、当時ローマ帝国内では、キリスト教も教会も社会的には認知されておらず、むしろ迫害の対象であった。徐々に信徒の数は増え、それに伴い信者の共同体を規律する規則を制定する必要は生じていたが、それは主に慣習法に委ねられていた。ローマ帝国内では帝国の裁判所によらず、和解で紛争を解決することが認められていたが、キリスト教の信徒同士の紛争が生じたときには、司教の下、和解を利用しており、これが後にカノン法特有の司法権に発展することになる。
4～7世紀は、教会法がローマ法から多大な影響を受けた時代といえる。ミラノ勅令によってキリスト教への迫害が終わり、教会が公に承認されただけでなく、テオドシウス1世は、キリスト教をローマ帝国の国教にした。そのため、教会は教皇の援助を受け、大いに発展した。ローマ法の歴史からみると古典期が終わり、精緻な理論を特徴とするローマ法学は衰退し、卑俗法 (Vulgarrecht) に取って代わられた時代であったことも幸いした。教会法は、ローマ法の概念を借用して発展し、「ローマ色彩のカノン法」と呼ばれるほどになった。皇帝と教皇の関係が問題になったが、霊的な事項については、教皇が皇帝に優位するが、世俗的な事項については、教皇に皇帝が優位するという「皇帝至上主義」がとられた。信者の数が飛躍的に増大したことにより、世俗的な生活を送る一般の信徒とは異なり、集団で共産的な生活をする修道会が発展し、キリスト教の教えに従った独自のルールが発展していった。395年、ローマ帝国が東西に分裂すると、教会法もその影響を受け、それぞれ独自の発展をすることになり、西欧ではカノン法が成立するきっかけとなった。
8～12世紀は、西欧において、カノン法がゲルマン法から多大な影響を受けた時代といえる。476年、西ローマ帝国が滅亡すると、西欧では、教会法はゲルマン民族の影響を受けて新たな時代に入っていく。ゲルマン諸王は独自に法典を公布し、多くの事案で、かなり長い間、ゲルマン諸部族には彼ら独自の法が適用される一方で、ローマ市民の末裔には卑俗法が適用され続けた。ゲラシウス1世以降の歴代教皇は、ローマ法の概念を借用し、キリスト教徒であれば誰にも適用される教令を発するようになり、徐々に世俗化していった。ピピン3世は、754年から755年にかけてランゴバルド王国のアイストゥルフスと戦い、ラヴェンナを奪ってローマ教皇ステファヌス2世に献上した。これはピピンの寄進と呼ばれ、後の教皇領の元となった。また759年にはナルボンヌを奪還してサラセン人（イスラム帝国）をフランスから駆逐することに成功し、さらにアキテーヌも王国に組み入れた。シャルルマーニュとその後継者は、ローマカトリック教会の宗教的権威を背景に、地域ごとの慣習法に束縛されない勅法を発するようになった。中世ヨーロッパの秩序においては、神聖ローマ皇帝や諸侯は、ローマ・カトリック教会の宗教的権威に従属し（参照：カノッサの屈辱）、世俗的支配関係は、土地を媒介として重層的に支配服従関係が織り成される封建制により規律されていた。例えば、神聖ローマ帝国においては、領邦君主は帝国等族として皇帝に従属し、領邦においては、領邦等族が領邦君主に従属していたのである。
12～16世紀は、カノン法が理論的に発展した古典期であり、ローマ法のみならず、ゲルマン法にも多大な影響を与えた時代である。1100年頃ボローニャに法学校ができると、やがて大学へと発展して、1240年にローマ法大全の標準注釈が編纂された。西欧諸国から留学生が集まるようになったのである。当時大学はローマ・カトリック教会とは切っても切り離せぬ密接な関係にあり、ローマ法のみならず、カノン法が西欧全土に普及する契機となった。当初ローマ法学者は、教会法を一段下のものとみていたが、1140年ころ、修道士ヨハンネス・グラティアヌスが数多くの教令を精選し、これに解説をつけた『矛盾教会法令調和集』(Concordia canonum discordantium) を出版すると、教会法は理論的なものとして学問の対象とされるようになった。「矛盾教会法令調和集」は後に『グラティアヌス教令集』と呼ばれるようになって権威付けされ、大学で、カノン法とローマ法の双方を修めた「両法博士」(doctor utriusque juris) は西欧諸国で通用する大変権威あるものとなった。このような時代背景の下、14世紀になると、ローマ法がゲルマンの慣習、特にレーン法と呼ばれる封建法の要素と結びついて発展し、それがカノン法と結びついてある法制度が出現した。この法制度は、大陸ヨーロッパの全域（及びスコットランド）に共通のものであり、ユス・コムーネと呼ばれた。ユス・コムーネやこれに基礎をおく法制度は、通常、大陸法（英語圏の国では civil law）として言及される。後に、教会法学者とローマ法学者は、対立して、多岐にわたる論点で論争を繰り返し、教会法学者を「カノニステン」(Kanonisten)と呼び、ローマ法学者を「レギステン」（Legisten、フランス語読みではレジスト）と呼ぶようになった。当初、ロマニステンは、ローマ法とカノン法を区別しようと努力したが、カノニステンは、カノン法大全（Corpus juris canon）を編纂しただけでなく、家族法のみならず、刑法を含めあらゆることに口を出すようになった。14世紀には、両法は、西欧全土の共通法であるユス・コムーネの二つの側面を示すものと理解されるに至った。
16～19世紀は、教会法が近代化した時代であり、トリエント公会議から始まる。宗教改革の影響の下で、プロテスタントが独自の道を歩み始め、フランス、ドイツでも反カトリック思想が影響力を増した時代でもあり、コペルニクス、ガリレオ、ニュートンに始まる近代科学が発展した時代背景の下、ロック、ルソーの個人を基礎にした社会契約説が流布した時代でもある。フランスでは、ルソーの影響下、フランス革命が起こり、その後、ナポレオンが一時支配権を握ったが、時の教皇ピウス7世はナポレオンとコンコルダートを締結する。ピウス7世は、教皇領を一時失うが、ナポレオンの失脚により回復する。政治的には混乱を極めた時代であったが、スペインでは、カトリックが国教とされるなど信者の数自体でいえばむしろ増大し、その理論や内容には大きな変化はないにしろ、多数の書籍が発行され発展した時代であったという。
20世紀は、長らく慣習法として通用していたカノン法が法典化された時代である。1917年に制定された旧「教会法典」と1983年に制定された新「教会法典」がある。旧教会法典は、あまりに大部で複雑な教会法大全をより簡明で使い易いようにしようとの目的で制定されたものであり、その章立ては、ローマ法の法学提要にならっており、国家の法の影響が強く認められる。これに対し、新教会法典は、陳腐化した旧教会法典を世界の情勢の変化に応じたものにするとの目的で制定されたものであるが、その内容はより神学的なものとなっており、独自性が認められる。新教会法典の制定に際しては、すべてのカトリック教会に適用される憲法的な性質を有する「教会基本法」を制定しようとする動きもあったが、これは途中で頓挫した。そのため新教会法典は、ラテン教会にのみ適用される法典となっている。

## カトリック教会

### カノン法の内容
カトリック教会は、カノン法の制定・執行を、一般世俗の権力から独立して、教会内部で行っている。カトリック教会は、キリストによって造られたものであり、ローマ教皇は、キリストの代理者であって、信者の代表ではないので、その統治構造ないし構成は民主主義とは無縁である。ローマ教皇は、立法権を有するが、司法権も有しており、カトリック教会の統治構造には国家法における三権分立のような制度もない。カノン法は、国家法におけるような強制力を背景とするものではなく、信者の自発的な同意を背景とするものであり、教会は権力を行使せず、権威によって統治をするのである。
カノン法の内容は、カトリック教会の任務に対応しておおよそ三つに分けることができる。その1は、人々の聖化に関するもの、その1は、教義を正しく伝えることに関するもの、その1は、教会の構成員を治めることに関するものである。人々の聖化に関するものについては、七つの秘跡、すなわち、洗礼、堅信、聖体、ゆるし、病者の塗油、叙階、婚姻についての規定がある。教義を正しく伝えることに関するものについては、聖書と聖伝の解釈についての規定である。教会の構成員を治めることに関するものについては、信者としての権利義務、教会の構成及び統治体制、制裁、裁判制度についての規定であり、主に教会法典で定められており、国家の法とその内容が類似する部分も多い。

### 法源
カノン法の主たる法源は、「法」と「慣習法」である。法(leges)には、トマス・アクィナスの分類によれば、大きく分けて、教会の立法機関によって制定された「人定法」(ius humanum)と人によって制定されたのではない法があり、後者には、神の啓示ないし聖伝による「神定法」(ius divinum、lex divina)のほか、永久法、自然法がある。人定法のうちで最も権威があるのが教会法典で、それは、1917年に制定された旧「教会法典」と1983年に制定された新「教会法典」がある。「慣習法」は、単なる慣習であればよいというわけではなく、信者の共同体によって導入され、立法者の同意を得たものなければならない。そのほかに「一般的決定」、「個別的行政行為」、「個別的決定」、「個別的命令」も広い意味の法源とされる。
現行の法源は、新「教会法典」をメインとするが、なお慣習法のもつ意味は大きく、慣習法について教会法典に規定がある。そのほかに教令(decree)、回勅、公会議など権威のある会議の決定、カノン法裁判所における判例などであるが、そのほかに聖書の記述や神学的な条理の解釈も重要視されることが、世俗法との大きな違いである。だれが神学的な条理に関する公権的解釈権を有するのかも教会法典に規定がある。

### 効力
カノン法は、バチカン市国では特定の教派の信者に適用される身分法・民事法として、教会法は国家の定めた法律と同等の権威と効力を有する。

### 教会法典
現行の「教会法典」は全1752条で、以下の構成をとる。なお、教会法典では、国家の法における「～条」を「Can.～」と表記する。
- 第1集 総則
教会の法律、慣習、一般的決定及び訓令、個別的行政行為、規則及び規程、自然人及び法人、法律行為、統治権、教会職、時効、期間の計算等総則的な事項を規定する。
- 第2集 神の民
  - 第1巻 キリスト信者
すべてのキリスト信者の義務及び権利、信徒の義務及び権利、聖務者すなわち聖職者、属人区、キリスト信者の会等、キリスト信者について一般的な事項を規定する。
  - 第2巻 教会の位階的構成
教会の最高権威、部分教会とその権威、部分教会の集合体、部分教会の内部機構等教皇、枢機卿、教皇庁、司教、司祭、管区、教区等について規定する。
  - 第3巻 奉献生活の会と使徒的生活の会
奉献生活の会とりわけ修道会、在俗会、使徒的生活の会について規定する。
- 第3集 教会の教える任務
神のことばの奉仕職、教会の宣教活動、カトリック教育、マス・メディア及び特に書籍、信仰宣言等について規定する。
- 第4集 教会の聖化する任務
秘跡（洗礼、堅信、聖体、ゆるし、病者の塗油、叙階、婚姻）、他の聖なる崇敬行為、聖なる場所及び時等について規定する。
- 第5集 教会の財産
財産の取得、財産の管理、契約及び特に譲渡、信心上の贈与、信心上の財団等について規定する。
- 第6集 教会における制裁
犯罪及び刑罰の総則（犯罪の処罰一般、刑法及び刑罰的命令、刑罰制裁の対象者、刑罰及び他の処分、刑罰の適用、刑罰の消滅）、各種犯罪に対する刑罰（信仰及び教会の一体性に反する犯罪、教会の権威及び教会の自由に反する犯罪、教会の任務の侵害及びその行使に関する犯罪、誣告及び偽造の犯罪、特殊義務に反する犯罪、人の生命及び自由に反する犯罪、付則）等について規定する。

### 裁判制度

#### 裁判所
原則として、教会法に関する裁判を行う権限は、訴訟当事者又は訴訟物の属する地の司祭に属する。ただし、訴訟物によっては、裁判権が司教および教皇に留保されているものがあり、これらの法律上の争訟は教会裁判所に係属する。
第一審の裁判権は、原則として、事件を管轄する教区の司教に属する(Can. 1419 §1)。そこで扱われる事件の多くは、信者の婚姻無効確認請求事件である。
教区に常設の裁判所をおかない場合は、管区裁判所で事件を扱うことができる。これら下級裁判所からの上訴事件又は特別な訴訟物を扱う裁判所として、聖座に内赦院、ローマ控訴院及び使徒座署名院最高裁判所がある。日本では、東京、大阪、長崎の各大司教区に常設の管区裁判所が設置されている。
内赦院は、ゆるしの秘跡に関する問題および免償を扱うために設けられた特別裁判所である。ローマ控訴院は、上訴受理のために教皇によって設けられた通常裁判所である。使徒座署名院最高裁判所は、最上級の司法裁判所の機能のほか、教会行政権に関して採決する権限を行使する。

#### 裁判官
第一審の裁判官は、教会法博士または教会法の教授資格(Juris Canonici Licentiatus)以上の学位・資格をもち、評判の良好な者から司教が任命する(Can. 1421 §3)。裁判所を構成する裁判官のうち、法務代理、副法務代理の職務を行う者を任命する場合は、司祭から選ばなければならない(Can. 1420 §4)。合議体を構成する場合は、司祭でない信者を裁判官に任命することができる(Can. 1421 §2)。
ただし、事実認定や判決の一部については、司教に判断が留保されているものがある。（なお、教会法の学位は教皇庁認定の教育機関で、教皇の名によって授与される。）

#### 絆の保護官及び公益保護官
世俗の検察官に相当するのが、絆の保護官及び公益保護官である。
絆の保護官(defensor vinculi)は、もっぱら叙階や婚姻の瑕疵が争点となる訴訟で、事実を調査解明し、反証を主張立証する責任を負う(Can. 1432)。世俗の家事事件における検察官と家裁調査官の役割に近い。その他の事件において、公益を代表して当事者となるのが、公益保護官(promotor justitiae)である(Can. 1430)。
これらの任命は、司教の権限である。資格要件は、ほぼ裁判官の場合と同様であるが、聖職者であることは要件とされていない(Can. 1435)。
絆の保護官と公益保護官の職を兼ねることができるが、同一の事件で両方の職務を行うことはできない。

#### 弁護士
民事訴訟の訴訟代理人(procurator)および刑事訴訟の弁護人(advocator)となるには、評判のよい成人であることが最低要件である。加えて、刑事訴訟の弁護人となるためには、カトリックの信者（教区司教の許可を得た場合はこの限りでない。）であり、教会法博士又は教区司教が認めた教会法の専門家でなければならない(Can. 1483）。
訴訟代理人及び弁護人いずれも事件の当事者が任命するが、刑事事件においては、上述のとおり司教の許可ないし承認が条件とされる。また、刑事事件では、弁護人を付すことが強制される。

## 正教会
正教会においては教会法は聖書などとともに聖伝の一部とされる。その内容は「聖規則」（ノモカノン）とよばれる、聖使徒規則などの初期キリスト教文書、および教会会議、公会議（全地公会・地方公会）などの決議、聖師父・教父の書簡から規則として承認された部分などの決議からなり、これがすべての基準となる。
なお、これらの文書は特定時代に決められたもので、今日では適合しない条文などもあるが、すべてそのまま保存されている。各教会や主教は、聖規則全体の趣旨や精神を汲んで、適用についてはイコノミア的判断を下すわけである。また、これらに基づき、各地方教会で定めた規則、規律もあり、各地方教会で適用される。ローマカトリック教会のような「教会法典」は存在しない。

## 刊行
- ルイジ・チヴィスカ訳　1962『カトリック教会法典 羅和対訳』有斐閣（1985年に復刻）
- 日本カトリック司教協議会教会行政法制委員会訳　1992『カトリック新教会法典 羅和対訳』有斐閣
- 田中昇訳　2018『解説・教会法―信仰を豊かに生きるために』ルイージ サバレーゼ（Luigi Sabbarese）著 フリープレス社
- 田中昇著　2019『教会法から見直すカトリック生活―教会法神学論集』教友社